# Acanthodelta indistincta
Acanthodelta indistincta är en fjärilsart som beskrevs av Louis Beethoven Prout 1919. Acanthodelta indistincta ingår i släktet Acanthodelta och familjen nattflyn. Inga underarter finns listade i Catalogue of Life.